# Live Is Overrated
Live is Overrated es el título del primer DVD de la banda sueca de metal industrial Pain. Fue lanzado en el año 2005 bajo el sello de Metal Mind.

## Contenido

### Metalmania 2005
- Supersonic Bitch
- End of the Line
- On Your Knees
- Dancing With the Dead
- It's Only Them
- Just Hate Me
- Same Old Song
- Shut Your Mouth

### Krzemionki TV Studio, Krakow
- Greed
- Breathing In Breathing Out
- Suicide Machine
- Nothing
- Eleanor Rigby
- On and On

### Tavastia Club, Helsinki
- Supersonic Bitch

### Bonus videoclips
- End of the Line
- Suicide Machine
- On & On
- Shut Your Mouth
- Just Hate Me
- Same Old Song
- Bye/Die

- Datos: Q3835194